# Lai Cheuk-cheuk
Lai Cheuk-cheuk (22 de mayo de 1905 – 15 de mayo de 1990), fue una actriz china de Hong Kong. Lai es acreditada en más de 180 películas.

## Primeros años
El 22 de mayo de 1905, Lai nació en Hong Kong.

## Career
Lai inició su carrera cinematográfica en Shanghái, China en 1932 cuando se incorporó a la famosa Lianhua Film Company, de la que era copropetario su tío Lai Man-Wai. En 1934, Lai empezó a trabajar como actriz en películas de Hong Kong. Lai apareció en Breaking Waves, una película romántica de 1934 dirigida por Kwan Man-ching. La última película de Lai Joy to the World (también Jacky Wong, King of Comedy), una comedia romántica de 1980 dirigida por Gam Yam. A Lai se le atribuyen más de 180 películas.

## Filmografía

### Películas
| Año  | Título en inglés                                           | Título original  | Papel                   | Notas                                                |
| ---- | ---------------------------------------------------------- | ---------------- | ----------------------- | ---------------------------------------------------- |
| 1932 | Conscienceless                                             | 人道             | Liu Xiyi                | Perdida                                              |
| 1933 | Three Modern Women                                         | 三個摩登女性     | Yu Yu                   | Perdida                                              |
| 1933 | The Light of Maternal Instinct                             | 母性之光         | Huiying                 |                                                      |
| 1934 | Breaking Waves                                             | 破浪             | Wong Yeh-Lan            | Perdida                                              |
| 1934 | Brother                                                    | 難兄             |                         | Perdida                                              |
| 1934 | Spoondrift Village                                         | 浪花村           |                         | Perdida                                              |
| 1935 | Song of China                                              | 天倫             |                         |                                                      |
| 1936 | A Lamb Astray                                              | 迷途的羔羊       | Madam Shen              |                                                      |
| 1937 | Lianhua Symphony                                           | 聯華交響曲       |                         | Segmento 2: "Nightmare in Spring Chamber" (春閨斷夢) |
| 1937 | The General's Daughter                                     | 將軍之女         |                         |                                                      |
| 1937 | Song of a Kind Mother                                      | 慈母曲           |                         |                                                      |
| 1937 | The Lost Pearl                                             | 人海遺珠         | Zhu Bing                |                                                      |
| 1937 | New and Old Times                                          | 新舊時代         |                         |                                                      |
| 1937 | Vistas of Art                                              | 藝海風光         |                         | Parte 1: "Film City" (電影城)                        |
| 1937 | The Honor of Patriots                                      | 大義滅親         |                         |                                                      |
| 1938 | Femme Fetale                                               | 奇女子           |                         |                                                      |
| 1939 | The Beautiful General                                      | 脂粉將軍         |                         |                                                      |
| 1939 | Two Daughters                                              | 女大思嫁         | Hija mayor              |                                                      |
| 1939 | Heroine of the Times                                       | 蓋世女英雄       |                         |                                                      |
| 1939 | The Adventures of the Chinese Tarzan                       | 中國泰山歷險記   |                         |                                                      |
| 1940 | Escape from the Law                                        | 孝子逃刑記       |                         |                                                      |
| 1940 | The Long Life Princess                                     | 長生宮主         |                         |                                                      |
| 1940 | The Tolling Bell                                           | 大地晨鐘         |                         |                                                      |
| 1940 | Two Knights                                                | 關東雙俠         |                         |                                                      |
| 1940 | My Motherland                                              | 白雲故鄉         | Lucy Jin                |                                                      |
| 1940 | Flower in a Sea of Blood                                   | 血海花           |                         |                                                      |
| 1940 | The Prince Who Loves a Slave                               | 冷面皇夫         |                         |                                                      |
| 1941 | The Metropolis                                             | 大都會           |                         |                                                      |
| 1941 | Spring Engulfs the Mansion                                 | 春色滿園         |                         |                                                      |
| 1941 | A Prostitute and a General                                 | 賽金花           | Emperatriz viuda Cixi   |                                                      |
| 1941 | Three Amorous Women                                        | 春閨三鳳         |                         |                                                      |
| 1941 | Ancient Kingdom of Human Freaks                            | 古國人妖         |                         |                                                      |
| 1941 | A Living Hero                                              | 生武松           |                         |                                                      |
| 1946 | Two Persons in Trouble Unsympathetic to Each Other         | 同病不相憐       |                         |                                                      |
| 1946 | Flames of Lust                                             | 情燄             |                         |                                                      |
| 1947 | The Black Wolf Bandit                                      | 黑狼大盜         |                         |                                                      |
| 1947 | Red Chamber in the Sea                                     | 海角紅樓         | Lady Sheung Kun         | Película en dos partes                               |
| 1947 | The Beauty's Death                                         | 艷屍記           |                         |                                                      |
| 1947 | The Herbal Beauty                                          | 香草美人         | Ma On-Kei               |                                                      |
| 1947 | Take the Poison with Smile                                 | 含笑飲砒霜       | Mang Ha                 |                                                      |
| 1948 | The Powdered World                                         | 金粉世家         |                         | Película en dos partes                               |
| 1948 | Four Generations in One House                              | 四代同堂         | Abuela                  |                                                      |
| 1948 | Hong Kong King of Murderers                                | 香港殺人王       | Ma Tak Lit              |                                                      |
| 1948 | The Remorseful Rich                                        | 朱門怨           | Xu Wenfang              |                                                      |
| 1949 | Love with No Result                                        | 雲雨巫山枉斷腸   | Kok Nui                 |                                                      |
| 1950 | Wet Paint!                                                 | 油漆未乾         |                         |                                                      |
| 1950 | A Dream of Silken Finery                                   | 綺羅春夢         |                         |                                                      |
| 1950 | Spring Comes and Winter Goes                               | 冬去春來         |                         |                                                      |
| 1950 | Bandits of the Water Margin                                | 逼上梁山         | madre de Wong Lung      |                                                      |
| 1950 | Kaleidoscope                                               | 人海萬花筒       |                         | Segmento 3: "Debts of Love" (孽債)                   |
| 1950 | The End of the Year Means Money                            | 年晚錢           | Tai Tai                 |                                                      |
| 1951 | Tragedy in Canton                                          | 羊城恨史         |                         |                                                      |
| 1953 | Map of 100 Treasures                                       | 百寶圖           |                         |                                                      |
| 1953 | In the Face of Demolition                                  | 危樓春曉         | Mrs. Wong               |                                                      |
| 1953 | Spring                                                     | 春               | Abuela                  |                                                      |
| 1954 | Father and Son                                             | 父與子           | Directora               |                                                      |
| 1954 | Autumn                                                     | 秋               | Abuela                  | Sequela de Spring                                    |
| 1954 | This Wonderful Life                                        | 錦繡人生         |                         |                                                      |
| 1954 | The Dream Encounter Between Emperor Wu of Han and Lady Wai | 漢武帝夢會衛夫人 | Emperatriz viuda Wang   |                                                      |
| 1954 | Loving Father, Faithful Son                                | 父慈子孝         | Tang Hong               |                                                      |
| 1955 | Love                                                       | 愛               | Mrs. Wong               | Película en dos partes                               |
| 1955 | Humanity                                                   | 人道             |                         |                                                      |
| 1955 | Tragedy on the Hill of the Waiting Wife                    | 魂斷望夫山       | madre de Sek            |                                                      |
| 1955 | Broken Spring Dreams                                       | 春殘夢斷         |                         |                                                      |
| 1955 | Backyard Adventures                                        | 後窗             | esposa de Patron        |                                                      |
| 1956 | Beauty in the Mist                                         | 霧美人           |                         |                                                      |
| 1956 | My Eligible Son-in-Law                                     | 東床佳婿         |                         |                                                      |
| 1956 | Dial 999 for Murder                                        | 999命案          | Mrs. Tse                |                                                      |
| 1956 | Precious Daughter                                          | 嬌嬌女           |                         |                                                      |
| 1956 | Black Cat, the Cat Burglar                                 | 飛賊黑貓         |                         |                                                      |
| 1956 | Brothers                                                   | 手足情深         | madre de Tong           |                                                      |
| 1957 | The Girl Next Door                                         | 鄰家有女初長成   |                         |                                                      |
| 1957 | Little Women                                               | 小婦人           | Abuela de la chica      |                                                      |
| 1957 | The Splendour of Youth                                     | 黛綠年華         |                         |                                                      |
| 1958 | Pin-Up Girl                                                | 廣告女郎         |                         |                                                      |
| 1958 | The Love Thief                                             | 橫刀奪愛         | Lam Wai                 |                                                      |
| 1958 | Driver No. 7                                               | 第七號司機       | madre de Kuen           |                                                      |
| 1958 | Women's Trap                                               | 女人的陷阱       |                         |                                                      |
| 1958 | The Red House by the Sea                                   | 海角紅樓         |                         |                                                      |
| 1958 | Autumn Comes to Purple Rose Garden                         | 紫薇園的秋天     | Matriarch Kok           |                                                      |
| 1958 | Flesh and Bone                                             | 骨肉親情         |                         | Película en dos partes                               |
| 1959 | The Broken Hearts                                          | 浪子嬌妻         |                         |                                                      |
| 1959 | Feast of a Rich Family                                     | 豪門夜宴         |                         |                                                      |
| 1959 | Typhoon Signal No. 10                                      | 十號風波         |                         |                                                      |
| 1959 | Dear Love                                                  | 好冤家           | Mrs. Fong               |                                                      |
| 1959 | Daughter of a Grand Household                              | 金枝玉葉         | tía de Hung             |                                                      |
| 1960 | Three Drops of Blood                                       | 三滴血           | madre de Tai            |                                                      |
| 1960 | The Outcast Woman                                          | 棄婦             | Mrs. Wu                 | Película en dos partes                               |
| 1960 | The Cruel Hand                                             | 毒手             |                         |                                                      |
| 1960 | Autumn Leaves                                              | 秋風殘葉         | Esposa del mentor       |                                                      |
| 1961 | Conflict in Phoenix Hill                                   | 鳳凰山龍虎鬥     |                         |                                                      |
| 1961 | Long Live the Money                                        | 銀紙萬歲         | Segunda concubina       |                                                      |
| 1962 | Sunset on the River                                        | 滿江紅           | Man Tai                 |                                                      |
| 1962 | Sombre Night                                               | 夜深沉           | esposa de Lau           |                                                      |
| 1962 | Revenge of the Twin Phoenixes                              | 雙鳳仇           |                         |                                                      |
| 1962 | Blood-Stained Shoe                                         | 血繡鞋           | madre de Pong           |                                                      |
| 1963 | Love Forever                                               | 金石盟           |                         |                                                      |
| 1963 | The Big Revenge                                            | 灕江河畔血海仇   |                         | Película en dos partes                               |
| 1963 | The Millionaire's Daughter                                 | 千金之女         | Profesora de protocolo  |                                                      |
| 1963 | My Only Love                                               | 情之所鍾         |                         |                                                      |
| 1963 | Flesh and Blood                                            | 骨肉恩情         |                         |                                                      |
| 1963 | Midnight Were-wolf                                         | 夜半人狼         | Choi Tai                |                                                      |
| 1963 | The Face of Fear                                           | 彩鳳驚魂         |                         |                                                      |
| 1963 | A Tale of Gratitude and Revenge                            | 兒女恩仇         |                         |                                                      |
| 1963 | Somebody's Orphan                                          | 孤鳳雙雛         |                         |                                                      |
| 1963 | One Queen and Three Kings                                  | 一后三王         |                         |                                                      |
| 1963 | The Unbearable Sorrow                                      | 豪門怨           | Madam Hui               |                                                      |
| 1964 | A Loving Couple                                            | 俏冤家           | madre Chow              |                                                      |
| 1964 | Beautiful Heaven                                           | 錦繡天堂         |                         |                                                      |
| 1964 | The Bride from the Grave                                   | 鬼新娘           |                         |                                                      |
| 1964 | Cheating Is All We Do                                      | 一味靠滾         | Mrs. Chow               |                                                      |
| 1964 | The Factory Rose                                           | 工廠玫瑰         |                         |                                                      |
| 1964 | Too High to Touch                                          | 高處不勝寒       |                         |                                                      |
| 1964 | The Dragon and the Bat                                     | 紅金龍大戰蝙蝠精 |                         |                                                      |
| 1964 | Hidden Love                                                | 一夜恩情         | Madrastra               |                                                      |
| 1964 | Love and Passion                                           | 情與愛           | madre de Wah            |                                                      |
| 1964 | Under Hong Kong's Roof                                     | 香港屋簷下       | Mrs. Chu                |                                                      |
| 1964 | I Did My Best                                              | 情至義盡         | Cuarta tía              |                                                      |
| 1964 | An Independent Daughter                                    | 女大女世界       | madre de Wong           |                                                      |
| 1964 | A Lonely Heart                                             | 蘭閨怨婦         |                         |                                                      |
| 1964 | Young and Idle                                             | 摩登二世祖       |                         |                                                      |
| 1965 | A Wife's Diary                                             | 太太日記         | esposa de Wu            |                                                      |
| 1965 | Endless Love                                               | 巫山夢斷相思淚   |                         |                                                      |
| 1965 | Playful Young Folks                                        | 紅男綠女         |                         |                                                      |
| 1965 | Your Infinitive Kindness                                   | 恩義難忘         | esposa de Cheung        |                                                      |
| 1965 | The Drifting Girl                                          | 飄零雁           | madre de Cheung         |                                                      |
| 1965 | Tears of a Plum Blossom                                    | 冷梅情淚         |                         |                                                      |
| 1965 | Between Man and Ghost                                      | 人鬼恩仇         |                         |                                                      |
| 1966 | The Story Between Hong Kong and Macau                      | 一水隔天涯       | Principal Chun          |                                                      |
| 1966 | You Do Me Wrong                                            | 玉女含冤         |                         |                                                      |
| 1966 | How Much Worry You Can Have                                | 問君能有幾多愁   |                         |                                                      |
| 1967 | She Is Our Senior                                          | 大師姐           | Mrs. Ng                 |                                                      |
| 1967 | First Love                                                 | 情竇初開         | Mrs. Lee                |                                                      |
| 1968 | Bride in Chains                                            | 鎖著的新娘       | Madame Fu               |                                                      |
| 1968 | A House Filled with Happiness                              | 歡樂滿華堂       | abuela de Ling Ling     |                                                      |
| 1968 | A Blundering Detective and a Foolish Thief                 | 烏龍偵探糊塗城   | Mrs. Hui                |                                                      |
| 1968 | A Great Lover                                              | 大情人           |                         |                                                      |
| 1968 | The White Dragon                                           | 飛俠小白龍       | madre de Mo             |                                                      |
| 1969 | Joy of Music                                               | 合歡歌舞慶華年   |                         |                                                      |
| 1969 | Mad Dragon                                                 | 狂龍             | abuela Kong             |                                                      |
| 1969 | Highway Riders of Shandong                                 | 銀刀血劍         |                         |                                                      |
| 1969 | Let's Build a Family                                       | 成家立室         |                         |                                                      |
| 1970 | Heads for Sale                                             | 女俠賣人頭       | Madame Hua              |                                                      |
| 1970 | The Rivals                                                 | 翠寒谷           |                         |                                                      |
| 1970 | Young Lovers                                               | 青春戀           | abuela de Ying Wei      |                                                      |
| 1971 | The Fascinating Group                                      | 迷你老爺車       | Mrs. Chan               |                                                      |
| 1971 | The Crimson Charm                                          | 血符門           |                         |                                                      |
| 1971 | When Will It Rotate?                                       | 重逢             |                         |                                                      |
| 1971 | Bus Stop                                                   | 巴士站           |                         |                                                      |
| 1973 | Love Is a Four Letter Word                                 | 愛慾奇譚         |                         |                                                      |
| 1973 | Smoke in His Eye                                           | 心有點點愁       |                         |                                                      |
| 1973 | Death on the Docks                                         | 亡命浪子         | madre de Hsu Chien Ying |                                                      |
| 1974 | The Little Man, Ah Fook                                    | 阿福正傳         |                         |                                                      |
| 1974 | Martial Arts                                               | 絕招             |                         |                                                      |
| 1974 | Supremo                                                    | 至尊寶           | Tía                     |                                                      |
| 1974 | Crazy Bumpkins                                             | 阿牛入城記       | madre de Ah Niu         |                                                      |
| 1974 | Bravest Fist                                               | 一山五虎         |                         |                                                      |
| 1974 | Chinese Kung Fu Against Godfather                          | 大鄉里大鬧歐洲   | madre de Tong           |                                                      |
| 1974 | The Devil in Her                                           | 女魔             | Criada mayor            |                                                      |
| 1975 | All in the Family                                          | 花飛滿城春       |                         |                                                      |
| 1975 | Laugh in the Sleeve                                        | 三笑姻緣         |                         |                                                      |
| 1975 | The Winner Takes All                                       | 蠱惑女光棍才     |                         |                                                      |
| 1976 | The Reincarnation                                          | 投胎人           |                         |                                                      |
| 1976 | Love Cross-Road                                            | 她的爸的媽媽的   |                         |                                                      |
| 1977 | The Great Man                                              | 大男人           |                         |                                                      |
| 1977 | Hot Blood                                                  | 入冊             |                         |                                                      |
| 1978 | Erotic Dreams of Red Chamber                               | 紅樓春上春       | abuela Jia              |                                                      |
| 1978 | Edge of Fury                                               | 撈家撈女撈上撈   |                         |                                                      |
| 1978 | Dog Bites Dog Bone                                         | 狗咬狗骨         |                         |                                                      |
| 1978 | The Big Number                                             | 大林巴           |                         |                                                      |
| 1979 | The Secret                                                 | 瘋劫             | Abuela                  | [ 2 ]                                                |
| 1980 | Absolute Monarch                                           | 隻手遮天         |                         |                                                      |
| 1980 | Joy to the World                                           | 喜劇王           | abuela de Tung Tung     |                                                      |

### Series de televisión
| Año  | Título en inglés        | Título original | Papel | Notas |
| ---- | ----------------------- | --------------- | ----- | ----- |
| 1973 | Wintergreen             | 冬綠            |       |       |
| 1974 | Family, Spring, Autumn  | 家春秋          |       |       |
| 1974 | Purple Phantom          | 紫色幽靈        |       |       |
| 1976 | Half a Lifelong Romance | 半生緣          |       |       |
| 1976 | Silent Revolution       | 靜默的革命      |       |       |
| 1976 | The Unhappy Widow       | 祥林嫂          |       |       |
| 1977 | Three Brothers          | 三兄弟          |       |       |
| 1978 | Chinese New Horoscope   | 十二生肖        |       |       |

## Vida personal
El 15 de mayo de 1990, Lai murió en Hong Kong.

## En la cultura popular
En la película de 1991 Center Stage, Lai es interpretada por la actriz Maryanna Yip.